# Cayuga Heights
Cayuga Heights és una població dels Estats Units a l'estat de Nova York. Segons el cens del 2000 tenia 3.273 habitants.

## Demografia
Segons el cens del 2000, Cayuga Heights tenia 3.273 habitants, 1.497 habitatges, i 772 famílies. La densitat de població era de 714 habitants/km².
Dels 1.497 habitatges en un 17,9% hi vivien nens de menys de 18 anys, en un 47,5% hi vivien parelles casades, en un 2,8% dones solteres, i en un 48,4% no eren unitats familiars. En el 38,9% dels habitatges hi vivien persones soles el 14,8% de les quals corresponia a persones de 65 anys o més que vivien soles. El nombre mitjà de persones vivint en cada habitatge era de 2,1 i el nombre mitjà de persones que vivien en cada família era de 2,71.
Per edats la població es repartia de la següent manera: un 15,3% tenia menys de 18 anys, un 14,1% entre 18 i 24, un 24% entre 25 i 44, un 22,6% de 45 a 60 i un 24% 65 anys o més.
L'edat mediana era de 42 anys. Per cada 100 dones de 18 o més anys hi havia 94,9 homes.
La renda mediana per habitatge era de 74.258 $ i la renda mediana per família de 122.746 $. Els homes tenien una renda mediana de 70.893 $ mentre que les dones 33.621 $. La renda per capita de la població era de 47.493 $. Entorn de l'1,5% de les famílies i el 8,7% de la població estaven per davall del llindar de pobresa.